# Guido Schmidt-Chiari
Guido Nikolaus Schmidt-Chiari (* 13. September 1932 in Wien; † 21. August 2016 in St. Anton am Arlberg, Tirol) war ein österreichischer Bankmanager.

## Leben
Guido Schmidt-Chiari wurde 1956 an der Universität Wien zum Dr. iur. promoviert. 1952 wurde er für die brasilianische Tochtergesellschaft der Alpine-Montan in Rio de Janeiro tätig. 1953 baute er die Niederlassung der Vertriebsgesellschaft für Produkte der Jenbacher Werke in São Paulo auf. 1957 trat er in die Dienste der Belgian-American-Banking Corporation in New York.
1958 wurde Guido Schmidt-Chiari Mitarbeiter der Creditanstalt in Wien. 1971 erfolgte die Berufung in den Vorstand und 1988 die Ernennung zum Generaldirektor. Unter der Führung von Schmidt-Chiari wurden die Ergebnisse der Creditanstalt Gruppe laufend verbessert. So stieg der Jahresüberschuss nach Steuern von 1991 bis 1997 von 1,2 Mrd. Schilling auf 5,8 Mrd. Schilling, der return of equity von 6 % auf 19,2 %. Die Creditanstalt war bei weitem die ertragsstärkste Bank Österreichs. Im Zuge der Übernahme der Creditanstalt durch die Bank Austria trat Schmidt-Chiari 1997 zurück.
Er war eins von drei Kindern von Guido Schmidt und Maria Chiari. Guido Schmidt-Chiari war mit Stephanie geb. Gräfin Strachwitz verheiratet und hatte sechs Kinder.

## Funktionen
Guido Schmidt-Chiari bekleidete während seiner langjährigen Tätigkeit in der österreichischen Wirtschaft unter anderem folgende Funktionen.
Aufsichtsratsvorsitzender:
- Bank für Tirol und Vorarlberg AG[6] (erstmals in den AR gewählt 1967)
- Oberbank AG[7]
- Bank für Kärnten und Steiermark AG
- Generali Holding Vienna AG[8]
- Semperit AG
- Wienerberger Baustoffindustrie AG[9]
- Constantia Packaging AG[10][11]
- Steyr Daimler Puch AG
- Universale Bau AG
- Österreichische Kontrollbank AG
- Donau Chemie AG (ab 1973)[12]
- Maschinenfabrik Andritz AG (Stellvertreter)

Aufsichtsrat:
- Immofinanz AG[13]
- NV Koninklijke KNP BT, Amsterdam[14]
- OMV AG
- Mitglied des Consiglio Generale der Assicurazioni Generali SPA Trieste[15]
- Morgan Stanley European Advisory Board

Weitere Funktionen:
- Präsident des österreichischen Banken- und Bankiersverbandes
- Obmann der Sektion Kredit- und Versicherungswesen der Bundeskammer
- Mitglied des Direktoriums des Wiener Konzerthauses
- Leiter der österreichischen Delegation der Trilateral Commission

## Ehrungen und Auszeichnungen
- Großes Goldenes Ehrenzeichen der Republik Österreich
- Ehrensenator der Wirtschaftsuniversität Wien
- Ehrensenator der Technischen Universität Wien (1990)
- Großer Tiroler Adlerorden
- Ehrenzeichen des Landes Vorarlberg
- Officier de la Legion d’Honneur